# Lukas Nelson & Promise of the Real
Lukas Nelson & Promise of the Real – por vezes abreviado como POTR – é uma banda americana de country rock. A banda consiste de Lukas Nelson (vocais, guitarra), Anthony LoGerfo (bateria, percussão, vocais), Corey McCormick (baixo, vocais), Logan Metz (teclados, guitarra havaiana, guitarra, gaita, vocais), e Tato Melgar (percussão). Lukas é filho da lenda da música country Willie Nelson.
Desde 2015, Promise of the Real tem sido a banda de apoio regular do músico canadense Neil Young. Até a data, eles gravaram dois álbuns de estúdio com Young – The Monsanto Years (2015) e The Visitor (2017) – além da trilha sonora de Paradox (2018), e um álbum ao vivo, Earth (2016).

## História

### Formação da Promise of the Real
Lukas Autry Nelson mudou-se de Paia, Havaí para Los Angeles, em 2007, para fazer faculdade na Loyola Marymount University. No início de 2008, Nelson conheceu o baterista Anthony LoGerfo em um show de Neil Young. Pouco depois, os dois começaram a tocar música juntos em Seal Beach, Califórnia.
Em outubro de 2008, Nelson saiu da faculdade para prosseguir a sua carreira musical em tempo integral. Lukas convidou Anthony LoGerfo (baterista), Tato Melgar (percussionista), Merlyn Kelly (baixista), e formaram a Promise of the Real.

### Live Beginnings(2008-2009)

Lukas Nelson & Promise of the Real ao vivo em 2012

A banda fez seus primeiros shows na segunda metade de 2008, vendendo seu primeiro EP, Live Beginnins,para pagar pelas viagens. O álbum contém faixas ao vivo gravadas na famosa casa de shows "Belly Up" em Solana Beach, Califórnia.
Em janeiro de 2009, a banda começou uma turnê de nove shows como banda de abertura para Willie Nelson, incluindo cinco noites no The Fillmore, em San Francisco. Em seguida participaram de uma turnê de duas semanas com B. B. King por Wyoming, Utah, Colorado e Nebraska. Antes de terminar as turnês, a banda já havia vendido todos os CDs de "Live Beginnings".

### Brando's Paradise Sessionse a Saída de Merlyn Kelly (2009)
Em abril de 2009, Promise of the Real lançou seu primeiro EP gravado em estúdio, Brando's Paradise Sessions. A arte da capa do EP se tornou a base para o logotipo de sinal da paz utilizado pela banda.
O baixista original, Merlyn Kelly, deixou a banda em 2009. Corey McCormick assumiu como baixista em 2010 em tempo integral. McCormick já tinha se apresentado com Chris Cornell, do Soundgarden e outras bandas.

### Promise of the Real em Turnê (2010-2012)
A banda lançou seu primeiro LP, Promise of the Real, em dezembro de 2010.
Promise of the Real foi gravado em Austin, Texas, no Pedernales Studios em março de 2010. A arte da capa foi feita pela filha de seis anos do engenheiro de som Steve Chadie. O álbum contém um livreto de pinturas e ilustrações criadas no palco por Micah, irmão de Lukas Nelson, durante os shows da banda.
O álbum é composto por 12 faixas "oficiais" e uma faixa bônus. A banda presta homenagem a duas de suas principais influências, Jimi Hendrix e Neil Young – "Pali Gap/Hey Baby" e "L. A.", respectivamente. O álbum também inclui uma regravação de "Peaceful Solution", uma canção escrita por Willie Nelson, e sua irmã, Amy Niccore. Willie Nelson canta como vocal de apoio nas faixas "Sound of Your Memory" e "Fathers and Mothers". A tia de Lukas, Bobbie Nelson, toca piano em "Fathers and Mothers".
Lukas Nelson and Promise of the Real tocaram mais de 200 shows por todo os Estados Unidos em 2011 para promover o álbum "Promise of the Real". Participaram de diversos festivais, incluindo Stagecoach, Farm Aid, Bridge School Benefit, Buffalo Chip Campground e Country Throwdown Tour de Willie Nelson. A banda também fez aparições na TV nacional, nos programas The Tonight Show with Jay Leno, Jimmy Kimmel Live! e Late Show with David Letterman.
A banda frequentemente abriu shows para Willie Nelson em 2012, quando Lukas tocava com a banda de seu pai.

### Wasted(2012)
A banda lançou o seu segundo álbum de estúdio, Wasted, em 3 de abril de 2012. Seguindo o lançamento do álbum, a banda embarcou em uma turnê nacional com início dia 6 de abril no clube Antone's em Austin, Texas.
Lukas e a banda também foram destaque em uma transmissão exclusiva pelo Yahoo Music, filmada no TRI Studios (estúdio de Bob Weir). A transmissão foi ao ar em 17 de abril de 2012 e foi vista por centenas de milhares de pessoas. Juntamente com a transmissão, a banda apareceu como artista-destaque na página inicial de música do Yahoo.
Em 1 de maio de 2012, Live Nation anunciou que Lukas Nelson & Promise of the Real tocaria como banda de apoio de John Fogerty em sua turnê de costa-a-costa pelo Canadá, em setembro do mesmo ano.

### Heroes com Willie Nelson(2012)
O álbum Heroes, de Willie Nelson, lançado em 15 de maio de 2012, contou com Lukas na guitarra e/ou cantando em 10 das 14 faixas.
Willie e Promise of the Real tocaram um cover de "Just Breathe" da banda Pearl Jam ao vivo no canal Roadhouse da Sirius XM em 15 de maio de 2012. Lukas e Willie também cantaram "Texas Flood" no Late Night with Jimmy Fallon, em 14 de maio de 2012.

### Colaborações com Neil Young
Young tem uma amizade de longa data com os filhos de Willie Nelson, Lukas e Micah, e tocou com Lukas e sua banda após o Farm Aid 2014.

#### The Monsanto Years(2015)
Em janeiro do ano seguinte, Neil Young e a banda (incluindo Micah) começaram as gravações do álbum conceitual The Monsanto Years. O álbum inclui "A Rock Star Bucks A Coffee Shop", que enfoca na rede Starbucks pelo seu uso de alimentos geneticamente modificados. POTR e Micah Nelson ficaram em turnê como banda de apoio de Young em 2015 e 2016.
A gravação do álbum foi filmada por Don Hannah juntamente com os ensaios ao vivo em abril de 2015, tornando-se parte do filme também intitulado The Monsanto Years.

#### Earth(2016)
Em 17 de junho de 2016, o álbum ao vivo Earth foi lançado. Foi gravado durante a turnê Rebel Content em 2015 e conta com apresentações ao vivo combinadas a overdubs em estúdio e adicionais de sons da natureza e de animais.

#### The Visitor(2017)
Em 3 de novembro de 2017, Young compartilhou uma nova canção, "Already Great", e anunciou um novo álbum com Promise of the Real, que foi lançado em 1 de dezembro, intitulado The Visitor.

### Lukas Nelson & Promise of the Real(2017)
O primeiro álbum da banda pela gravadora Fantasy Records, o auto-intitulado Lukas Nelson & Promise of the Real, foi lançado no dia 25 de agosto de 2017. O álbum atingiu a primeira posição na lista Americana Radio Chart na semana de 10 de novembro de 2017.  Lady Gaga (com quem Nelson estava colaborando no filme A Star is Born) canta como vocal de apoio em duas faixas ("Carolina" e "Find Yourself"). O álbum rendeu à banda a sua primeira indicação para Duo/Grupo do Ano no Americana Music Awards.

### Willie Nelson & The Boys(Willie's Stash, Vol. 2) (2017)
Em 20 de outubro de 2017, Legacy Recordings lançou "Willie Nelson and the Boys (Willie's Stash, Vol. 2)", uma colaboração em família, desta vez apresentando Willie e os filhos Lukas e Micah tocando uma seleção de sucessos da música country americana, incluindo sete canções escritas pelo imortal Hank Williams Sr.

### A Star is Born(2018)
A Star Is Born (2018) (Nasce Uma Estrela ou Assim Nasce Uma Estrela), dirigido por Bradley Cooper e estrelado por Cooper e Lady Gaga, foi lançado em outubro de 2018. Lukas Nelson foi contratado como consultor para o personagem de Bradley Cooper; Nelson escreveu diversas canções com Gaga e co-produziu a música para o filme. Lukas Nelson & Promise of the Real aparecem no filme como a banda de Bradley Cooper.

## Discografia

### Álbuns de estúdio
| Título                                           | Detalhes do álbum                                                                                       | Mais alta posição alcançada | Mais alta posição alcançada | Mais alta posição alcançada | Mais alta posição alcançada | Vendas        |
| Título                                           | Detalhes do álbum                                                                                       | US Country                  | US Heat                     | US Taste                    | US Folk                     | Vendas        |
| ------------------------------------------------ | --- | --------------------------- | --------------------------- | --------------------------- | --------------------------- | ------------- |
| Promise of the Real                              | - Data de lançamento: 21 de dezembro de 2010 - Selo: POTR Música - Formatos: download digital           | —                           | —                           | —                           | —                           |               |
| Wasted                                           | - Data de lançamento: 3 de abril de 2012 - Selo: Tone Tide Records - Formatos: CD, download digital     | —                           | —                           | —                           | —                           |               |
| Something Real                                   | - Data de lançamento: 11 de março de 2016 - Selo: Royal Potato Family - Formatos: CD, download digital  | —                           | 19                          | —                           | 16                          |               |
| Lukas Nelson & Promise of the Real               | - Data de lançamento: 25 de agosto de 2017 - Selo: Concord Music Group - Formatos: CD, download digital | 2                           | 35                          | 19                          | 10                          | - EUA: 27,900 |
| "—" denota lançamentos que não entraram na lista | |                             |                             |                             |                             |               |

### EPs
| Álbum                         | Data de lançamento |
| ----------------------------- | ------------------ |
| Brando's Paradise Sessions EP | Junho de 2009      |

### Gravações ao vivo
| Álbum                  | Data de lançamento |
| ---------------------- | ------------------ |
| Live Beginnings        | Outubro de 2008    |
| Live Endings           | Dezembro de 2012   |
| Earth (com Neil Young) | Junho de 2016      |

### Outras aparições
| Álbum                   | Data de lançamento     |
| ----------------------- | ---------------------- |
| My Little Pony: O Filme | 22 de setembro de 2017 |
| A Fazenda               | 1 de abril de 2016     |
| Dumb and Dumber To      | 7 de novembro de 2014  |